# Marsupulina
Marsupulina, en ocasiones erróneamente denominado Armarsupium, es un género de foraminífero bentónico de la subfamilia Allogromiinae, de la familia Allogromiidae, del suborden Allogromiina y del orden Allogromiida. Su especie tipo es Marsupulina schultzei. Su rango cronoestratigráfico abarca el Holoceno.

## Clasificación
Marsupulina incluye a la siguiente especie:
- Marsupulina schultzei